# Albany River Rats
Albany River Rats byl profesionální americký klub ledního hokeje, který sídlil v Albany ve státě New York. Své domácí zápasy hravaly "Krysy" v tamní aréně Times Union Center. Klub byl založen v roce 1990, tehdy působil pod názvem Capital District Islanders a nastupoval ve městě Troy v aréně Houston Field House jako záložní celek klubu NHL New York Islanders. Pod názvem Albany River Rats v nové lokalitě hrál klub od roku 1993, kdy se stal farmou New Jersey Devils.
New Jersey Devils prodali před spoluprací s Albany svoji starou farmu Utica Devils, která rovněž nastupovala v letech 1987-93 v AHL. Spojení New Jersey a Albany trvalo dlouhých 13 let, během něj se organizaci povedlo v roce 1994/95 získat primát v NHL i AHL, což se předtím povedlo pouze dvakrát celku Montreal Canadiens a od té doby se již podobná situace neopakovala. V sezoně 2006/07 byly "Rats" rezervou Colorada Avalanche. V letech 2007-10 klub spolupracoval s Carolinou Hurricanes. Vzhledem k tomu, že Carolina od sezony 2010/11 využívá jako farmu klub AHL Charlotte Checkers, mužstvo z Albany svou působnost v lize ukončilo.
S historií klubu se pojí i incident z 2. února 2009, kdy měl cestou k utkání s Lowell Devils klubový autobus nehodu, při které se zranili čtyři hokejisté a komentátor radiové stanice.
Posledním utkáním Rats byl 29. dubna 2010 souboj s Hershey Bears ve druhém kole play off, které prohrál klub z Albany 4:5 v prodloužení a prohrál sérii 0:4 na zápasy.
AHL v Albany zůstala i nadále, protože zde začal působit nový klub Albany Devils, který nahradil v soutěži Lowell Devils a jde o farmu New Jersey.

## Úspěchy klubu
- Vítěz AHL - 1x (1994/95)
- Vítěz základní části - 2x (1994/95, 1996/97)
- Vítěz divize - 4x (1994/95, 1995/96, 1996/97, 1997/98)

## Klubové rekordy

### Za sezonu
Góly: 46, Jeff Williams (1998/99)
Asistence: 63, Keith Aucoins (2006/07)
Body:99, Keith Aucoins (2006/07)
Trestné minuty: 348, Matt Ruchty (1994/95)
Průměr obdržených branek: 2.10, Michael Leighton (2007/08)
Procento úspěšnosti zákroků: .931, Michael Leighton (2007/08)

### Celkové
Góly: 155, Steve Brule
Asistence: 214, Steve Brule
Body: 369, Steve Brule
Trestné minuty: 1197, Rob Skrlac
Čistá konta: 8, Peter Sidorkiewicz
Vychytaná vítězství: 77, Peter Sidorkiewicz
Odehrané zápasy: 423, Jiří Bicek